# Lasioglossum rhodognathum
Lasioglossum rhodognathum är en biart som först beskrevs av Cockerell 1917.  Lasioglossum rhodognathum ingår i släktet smalbin, och familjen vägbin. Inga underarter finns listade i Catalogue of Life.